# Nagroda za reżyserię na Festiwalu Filmowym w Cannes
Nagroda za reżyserię na Festiwalu Filmowym w Cannes (fr. Prix de la mise en scène du Festival de Cannes) – jedna z nagród przyznawanych reżyserom, pracującym w przemyśle filmowym. Nagroda przyznawana jest corocznie od 1946 roku na Międzynarodowym Festiwalu Filmowym w Cannes, przez jury złożone z międzynarodowych filmowców.
Trzykrotnie nagrodę zdobył tandem reżyserski braci Coen (1991, 1996, 2001). Dwukrotnymi laureatami nagrody byli: Francuzi René Clément i Robert Bresson, a także Rosjanin Siergiej Jutkiewicz i Anglik John Boorman.
Tylko dwie kobiety-reżyserki zdobyły to wyróżnienie: Rosjanka Julija Sołncewa i Amerykanka Sofia Coppola. Jako jedyny polski twórca nagrodę otrzymał Paweł Pawlikowski za film Zimna wojna (2018).

## Laureaci
| Rok            | Reżyser                                              | Tytuł polski                                         | Tytuł oryginalny                                     | Kraj pochodzenia                                     |
| -------------- | ---------------------------------------------------- | ---------------------------------------------------- | ---------------------------------------------------- | ---------------------------------------------------- |
| 1946           | René Clément                                         | Bitwa o szyny                                        | La bataille du rail                                  | Francja                                              |
| 1947           | Nagrody nie przyznano.                               | Nagrody nie przyznano.                               | Nagrody nie przyznano.                               | Nagrody nie przyznano.                               |
| 1948           | Festiwal nie odbył się.                              | Festiwal nie odbył się.                              | Festiwal nie odbył się.                              | Festiwal nie odbył się.                              |
| 1949           | René Clément                                         | Mury Malapagi                                        | Au-delà des grilles                                  | Francja                                              |
| 1950           | Festiwal nie odbył się.                              | Festiwal nie odbył się.                              | Festiwal nie odbył się.                              | Festiwal nie odbył się.                              |
| 1951           | Luis Buñuel                                          | Zapomniani                                           | Los olvidados                                        | Meksyk                                               |
| 1952           | Christian-Jaque                                      | Fanfan Tulipan                                       | Fanfan la Tulipe                                     | Francja                                              |
| 1953 1954      | Nagrody nie przyznano.                               | Nagrody nie przyznano.                               | Nagrody nie przyznano.                               | Nagrody nie przyznano.                               |
| 1955           | Jules Dassin                                         | Rififi                                               | Du rififi chez les hommes                            | Francja                                              |
| 1955           | Siergiej Wasiljew                                    | Bohaterowie Szipki                                   | Герои Шипки / Gieroi Szypki                          | ZSRR                                                 |
| 1956           | Siergiej Jutkiewicz                                  | Otello                                               | Отелло / Otiello                                     | ZSRR                                                 |
| 1957           | Robert Bresson                                       | Ucieczka skazańca                                    | Un condamné à mort s'est échappé                     | Francja                                              |
| 1958           | Ingmar Bergman                                       | U progu życia                                        | Nära livet                                           | Szwecja                                              |
| 1959           | François Truffaut                                    | Czterysta batów                                      | Les quatre cents coups                               | Francja                                              |
| 1960           | Nagrody nie przyznano.                               | Nagrody nie przyznano.                               | Nagrody nie przyznano.                               | Nagrody nie przyznano.                               |
| 1961           | Julija Sołncewa                                      | Opowieść lat płomiennych                             | Повесть пламенных лет / Powiest płamiennych liet     | ZSRR                                                 |
| 1962 1963 1964 | Nagrody nie przyznano.                               | Nagrody nie przyznano.                               | Nagrody nie przyznano.                               | Nagrody nie przyznano.                               |
| 1965           | Liviu Ciulei                                         | Las powieszonych                                     | Padurea spânzuratilor                                | Rumunia                                              |
| 1966           | Siergiej Jutkiewicz                                  | Lenin w Polsce                                       | Ленин в Польше / Lienin w Polsze                     | ZSRR                                                 |
| 1967           | Ferenc Kósa                                          | Dziesięć tysięcy dni                                 | Tízezer nap                                          | Węgry                                                |
| 1968           | Festiwal odwołany w związku z wydarzeniami maja '68. | Festiwal odwołany w związku z wydarzeniami maja '68. | Festiwal odwołany w związku z wydarzeniami maja '68. | Festiwal odwołany w związku z wydarzeniami maja '68. |
| 1969           | Glauber Rocha                                        | Antonio Das Mortes                                   | O Dragão da Maldade contra o Santo Guerreiro         | Brazylia                                             |
| 1969           | Vojtěch Jasný                                        | Wszyscy dobrzy rodacy                                | Všichni dobří rodáci                                 | Czechosłowacja                                       |
| 1970           | John Boorman                                         | Leo ostatni                                          | Leo the Last                                         | Wielka Brytania                                      |
| 1971           | Nagrody nie przyznano.                               | Nagrody nie przyznano.                               | Nagrody nie przyznano.                               | Nagrody nie przyznano.                               |
| 1972           | Miklós Jancsó                                        | Czerwony psalm                                       | Még kér a nép                                        | Węgry                                                |
| 1973 1974      | Nagrody nie przyznano.                               | Nagrody nie przyznano.                               | Nagrody nie przyznano.                               | Nagrody nie przyznano.                               |
| 1975           | Michel Brault                                        | Rozkazy                                              | Les ordres                                           | Kanada                                               |
| 1975           | Costa-Gavras                                         | Sekcja specjalna                                     | Section spéciale                                     | Francja                                              |
| 1976           | Ettore Scola                                         | Odrażający, brudni, źli                              | Brutti, sporchi e cattivi                            | Włochy                                               |
| 1977           | Nagrody nie przyznano.                               | Nagrody nie przyznano.                               | Nagrody nie przyznano.                               | Nagrody nie przyznano.                               |
| 1978           | Nagisa Ōshima                                        | Imperium namiętności                                 | 愛の亡霊 / Ai no borei                               | Japonia                                              |
| 1979           | Terrence Malick                                      | Niebiańskie dni                                      | Days of Heaven                                       | Stany Zjednoczone                                    |
| 1980 1981      | Nagrody nie przyznano.                               | Nagrody nie przyznano.                               | Nagrody nie przyznano.                               | Nagrody nie przyznano.                               |
| 1982           | Werner Herzog                                        | Fitzcarraldo                                         | Fitzcarraldo                                         | Niemcy                                               |
| 1983           | Robert Bresson                                       | Pieniądz                                             | L'argent                                             | Francja                                              |
| 1983           | Andriej Tarkowski                                    | Nostalgia                                            | Ностальгия / Nostalghia                              | ZSRR                                                 |
| 1984           | Bertrand Tavernier                                   | Niedziela na wsi                                     | Un dimanche à la campagne                            | Francja                                              |
| 1985           | André Téchiné                                        | Spotkanie                                            | Rendez-vous                                          | Francja                                              |
| 1986           | Martin Scorsese                                      | Po godzinach                                         | After Hours                                          | Stany Zjednoczone                                    |
| 1987           | Wim Wenders                                          | Niebo nad Berlinem                                   | Der Himmel über Berlin                               | Niemcy                                               |
| 1988           | Fernando Solanas                                     | Południe                                             | Sur                                                  | Argentyna                                            |
| 1989           | Emir Kusturica                                       | Czas Cyganów                                         | Дом за вешање / Dom za vešanje                       | Jugosławia                                           |
| 1990           | Pawieł Łungin                                        | Taxi blues                                           | Такси-блюз / Taksi-bliuz                             | ZSRR                                                 |
| 1991           | Joel i Ethan Coen                                    | Barton Fink                                          | Barton Fink                                          | Stany Zjednoczone                                    |
| 1992           | Robert Altman                                        | Gracz                                                | The Player                                           | Stany Zjednoczone                                    |
| 1993           | Mike Leigh                                           | Nadzy                                                | Naked                                                | Wielka Brytania                                      |
| 1994           | Nanni Moretti                                        | Dziennik intymny                                     | Caro diario                                          | Włochy                                               |
| 1995           | Mathieu Kassovitz                                    | Nienawiść                                            | La haine                                             | Francja                                              |
| 1996           | Joel i Ethan Coen                                    | Fargo                                                | Fargo                                                | Stany Zjednoczone                                    |
| 1997           | Wong Kar-Wai                                         | Happy Together                                       | 春光乍洩 / Cheun gwong tsa sit                       | Hongkong                                             |
| 1998           | John Boorman                                         | Generał                                              | The General                                          | Wielka Brytania                                      |
| 1999           | Pedro Almodóvar                                      | Wszystko o mojej matce                               | Todo sobre mi madre                                  | Hiszpania                                            |
| 2000           | Edward Yang                                          | I raz, i dwa                                         | 一一 / Yi yi                                         | Tajwan                                               |
| 2001           | Joel i Ethan Coen                                    | Człowiek, którego nie było                           | The Man Who Wasn't There                             | Stany Zjednoczone                                    |
| 2001           | David Lynch                                          | Mulholland Drive                                     | Mulholland Drive                                     | Stany Zjednoczone                                    |
| 2002           | Im Kwon-taek                                         | Chihwaseon                                           | 취화선 / Chihwaseon                                  | Korea Południowa                                     |
| 2002           | Paul Thomas Anderson                                 | Lewy sercowy                                         | Punch-Drunk Love                                     | Stany Zjednoczone                                    |
| 2003           | Gus Van Sant                                         | Słoń                                                 | Elephant                                             | Stany Zjednoczone                                    |
| 2004           | Tony Gatlif                                          | Exils                                                | Exils                                                | Francja                                              |
| 2005           | Michael Haneke                                       | Ukryte                                               | Caché                                                | Austria                                              |
| 2006           | Alejandro González Iñárritu                          | Babel                                                | Babel                                                | Meksyk                                               |
| 2007           | Julian Schnabel                                      | Motyl i skafander                                    | Le scaphandre et le papillon                         | Francja                                              |
| 2008           | Nuri Bilge Ceylan                                    | Trzy małpy                                           | Üç maymun                                            | Turcja                                               |
| 2009           | Brillante Mendoza                                    | Kinatay                                              | Kinatay                                              | Filipiny                                             |
| 2010           | Mathieu Amalric                                      | Tournée                                              | Tournée                                              | Francja                                              |
| 2011           | Nicolas Winding Refn                                 | Drive                                                | Drive                                                | Dania                                                |
| 2012           | Carlos Reygadas                                      | Post Tenebras Lux                                    | Post tenebras lux                                    | Meksyk                                               |
| 2013           | Amat Escalante                                       | Heli                                                 | Heli                                                 | Meksyk                                               |
| 2014           | Bennett Miller                                       | Foxcatcher                                           | Foxcatcher                                           | Stany Zjednoczone                                    |
| 2015           | Hou Hsiao-hsien                                      | Zabójczyni                                           | 聶隱娘 / Ci ke Nie Yin Niang                         | Tajwan                                               |
| 2016           | Cristian Mungiu                                      | Egzamin                                              | Bacalaureat                                          | Rumunia                                              |
| 2016           | Olivier Assayas                                      | Stylistka                                            | Personal Shopper                                     | Francja                                              |
| 2017           | Sofia Coppola                                        | Na pokuszenie                                        | The Beguiled                                         | Stany Zjednoczone                                    |
| 2018           | Paweł Pawlikowski                                    | Zimna wojna                                          | Zimna wojna                                          | Polska                                               |
| 2019           | Jean-Pierre i Luc Dardenne                           | Młody Ahmed                                          | Le jeune Ahmed                                       | Belgia                                               |
| 2020           | Festiwal odwołany z powodu pandemii koronawirusa.    | Festiwal odwołany z powodu pandemii koronawirusa.    | Festiwal odwołany z powodu pandemii koronawirusa.    | Festiwal odwołany z powodu pandemii koronawirusa.    |
| 2021           | Leos Carax                                           | Annette                                              | Annette                                              | Francja                                              |
| 2022           | Park Chan-wook                                       | Podejrzana                                           | 헤어질 결심 / Heojil kyolshim                        | Korea Południowa                                     |
| 2023           | Trần Anh Hùng                                        | Bulion i inne namiętności                            | La passion de Dodin Bouffant                         | Wietnam                                              |
| 2024           | Miguel Gomes                                         | Grand Tour                                           | Grand Tour                                           | Portugalia                                           |